# Хомервил (Џорџија)
Хомервил (Џорџија) (енгл. Homerville) град је у америчкој савезној држави Џорџија. По попису становништва из 2010. у њему је живело 2.456 становника.

## Демографија
Према попису становништва из 2010. у граду је живело 2.456 становника, што је 347 (12,4%) становника мање него 2000. године.
| Група             | 2000.         | 2010.         |
| Белци             | 1.638 (58,4%) | 1.292 (52,6%) |
| Афроамериканци    | 1.122 (40,0%) | 1.047 (42,6%) |
| Азијати           | 3 (0,1%)      | 6 (0,2%)      |
| Хиспаноамериканци | 17 (0,6%)     | 51 (2,1%)     |
| Укупно            | 2.803         | 2.456         |